# トマス・パーシー (第7代ノーサンバランド伯)
第7代ノーサンバランド伯爵トマス・パーシー（英: Thomas Percy, 1st or 7th Earl of Northumberland, KG、1528年 - 1572年8月22日）は、イングランドの貴族。
イングランド北部に所領を持つカトリックの貴族でイングランド女王エリザベス1世のプロテスタント化政策に反対し、1569年に同じ北部カトリック貴族の第6代ウェストモーランド伯爵チャールズ・ネヴィルとともに北部諸侯の乱を起こしたが失敗。スコットランドへ亡命するも1572年にイングランドに引き渡されて大逆罪で処刑された。
1895年に教皇レオ13世により列福された。

## 経歴
1528年に第6代ノーサンバランド伯ヘンリー・パーシーの弟サー・トマス・パーシーとその妻エレノア・ハーボトルの長男として生まれる。
彼が8歳の時の1537年6月2日に父は恩寵の巡礼に参加した廉で処刑された。その結果、同年6月30日に第6代ノーサンバランド伯が子供無く死去した際、彼が伯位を継承できず、継承者なしとして伯位は消滅した。
1549年になって父の血統の回復が行われた。1552年にカトリックのメアリー女王の治世が始まると先祖の領地と名誉を取り戻すことが可能となった。まず1556年にはプルードホー城の城守(Keeper)に任じられ、1557年4月30日にはナイトに叙されるとともにパーシー男爵（Baron Percy）に叙され、翌5月1日にはノーサンバランド伯爵（Earl of Northumberland）に叙せられた。両爵位とも男子なき場合の弟ヘンリー・パーシーへの特別継承の規定があった。またノーサンバランド伯位については以前のノーサンバランド伯位の継承資格者も継承可能であり、7代伯爵の名乗りも許されていた。さらに同年5月には北部陸軍のハイ・マーシャル(High Marshal of the army in the North)、同年7月にはリッチモンド城やミドルハム城の城守(Constable)、同年8月には東部辺境州司令長官に任じられた。
1558年にプロテスタントのエリザベス女王が即位したことで反カトリック的な政策が行われるようになったが、エリザベスはノーサンバランド伯のことを重んじており、1563年にはガーター勲章を与えている。しかし結局ノーサンバランド伯は東部辺境州司令長官職を辞した。
カトリックへの断続的迫害への反発から1569年にはイングランド亡命中（幽閉中）のカトリックのスコットランド元女王メアリー・ステュアートを解放して彼女をイングランド王位につけることを計画するようになった。
1569年9月にはメアリーとの結婚が計画されていた第4代ノーフォーク公トマス・ハワードが逮捕された。北部カトリック貴族のノーサンバランド伯とウェストモーランド伯にも召喚命令が来た。しかし両伯爵はこれに従わず蜂起を決定した。同年11月14日に両伯爵率いるカトリック反乱軍はダラムに進軍し、ダラム大聖堂を占拠して国教会の祈祷書を破棄して大主教にカトリックのミサを行うことを強要することで反乱の狼煙を上げた。さらに反乱軍は南下しながら行く先々でカトリックのミサを行い、カトリック信者を軍勢に加えていった。エリザベス女王は両伯爵追討のために第3代サセックス伯爵トマス・ラドクリフ率いる政府軍を派遣した。ノーサンバランド伯はガーター勲章を質入れしてまで軍資金を賄っていたが、政府軍が到着する前に軍資金は底をついた。結局反乱軍は政府軍と直接に戦闘を交えることなく、11月24日にヨーク市の前で撤退し、12月16日には解散した（北部諸侯の乱）。
残党の多くはスコットランドへ亡命し、ノーサンバーランド伯もスコットランドへ逃れた。イングランド不在のまま1571年に私権剥奪処分を受けた。スコットランド摂政の初代マリ伯爵ジェイムズ・ステュアートはイングランドと外交問題になるのを恐れ、1572年6月にノーサンバーランド伯の身柄をイングランドに引き渡した。
エリザベスからカトリック信仰を捨てれば助命すると持ち掛けられたが、拒否したため、1572年8月22日に大逆罪によりヨークで斬首された。断頭台での最期の言葉は自身のカトリック信仰を告白したうえで「私はパーシーとして生き、パーシーとして世を去る」だった。
私権剥奪は解除され、爵位は弟のヘンリー・パーシーに継承された。
処刑後、彼はカトリックの殉教者と見做された。処刑から300年以上経た1895年5月13日に教皇レオ13世により列福された。

## 家族
1558年に第2代ウスター伯ヘンリー・サマセットの娘アンと結婚した。アンは夫以上に敬虔なカトリックでありフランドルに亡命して1591年に死去している。アンとの間に以下の1男4女を儲けた。
- 長男トマス・パーシー (-1560) : 儀礼称号でパーシー男爵。夭折
- 長女エリザベス・パーシー (生没年不詳) : リチャード・ウッドロフェと結婚
- 次女ルーシー・パーシー (生没年不詳) ： サー・エドワード・スタンリーと結婚
- 三女ジェーン・パーシー (生没年不詳) ： ヘンリー・シーモア卿（英語版）と結婚
- 四女メアリー・パーシー (生没年不詳) ： 女子小修道院長